# NGC 1618
NGC 1618 je galaksija u zviježđu Eridanu.

## Vanjske poveznice
- SEDS: NGC 1618